# Coupe des nations de dressage 2014
Navigation
2013 2015
La Coupe des nations de dressage 2014 (en anglais : FEI Nations Cup Dressage 2014), est la 2e édition du circuit coupe des nations organisé par la FEI dans cette discipline.

## Calendrier et résultats
| Date                      | Lieu                            | Équipe vainqueur |
| ------------------------- | ------------------------------- | ---------------- |
| 18 au 23 février 2014     | Wellington, États-Unis CDIO3-3* | États-Unis       |
| 26 février au 3 mars 2014 | Vidauban, France CDIO3-3*       | Pays-Bas         |
| 18 au 22 juin 2014        | Rotterdam, Pays-Bas CDIO3-5*    | Pays-Bas         |
| 25 au 29 juin 2014        | Kristiansand, Norvège CDIO3-5*  | Suède            |
| 15 au 20 juillet 2014     | Hagen, Allemagne CDIO3-3*       | Allemagne        |
| 31 juillet au 8 août 2014 | Hickstead, Royaume-Uni CDIO3-3* | Danemark         |

## Classement
|            | Équipe/Épreuve | Points   | Points    | Points       | Points          | Points    | Points | Total |
| Wellington | Équipe/Épreuve | Vidauban | Rotterdam | Kristiansand | Aix-la-Chapelle | Hickstead |        | Total |
| ---------- | -------------- | -------- | --------- | ------------ | --------------- | --------- | ------ | ----- |
| 1          | Pays-Bas       | 5        | 10        | 15           | -               | 13        | -      | 43    |
| 2          | Danemark       | -        | -         | 13           | 7               | 6         | 10     | 36    |
| 3          | Suède          | -        | 7         | 11           | 10              | 7         | [7]    | 35    |
| 4          | États-Unis     | 10       | -         | 5            | -               | 5         | 6      | 26    |
| 4          | Royaume-Uni    | -        | -         | 9            | -               | 9         | 8      | 26    |
| 4          | Allemagne      | 0        | 6         | -            | -               | 15        | 5      | 26    |
| 7          | Belgique       | -        | 8         | 7            | -               | 4         | -      | 19    |
| 8          | Espagne        | 7        | -         | -            | -               | 11        | -      | 18    |
| 9          | France         | -        | 5         | 6            | -               | -         | -      | 11    |
| 10         | Canada         | 8        | -         | -            | -               | -         | -      | 8     |
| 10         | Norvège        | -        | -         | -            | 8               | -         | -      | 8     |
| 12         | Australie      | 6        | -         | -            | -               | -         | -      | 6     |
| 12         | Finlande       | -        | -         | -            | 6               | -         | -      | 6     |
| 15         | Colombie       | 4        | -         | -            | -               | -         | -      | 4     |
| 15         | Russie         | -        | 4         | -            | -               | -         | -      | 4     |
| 17         | Autriche       | -        | -         | -            | -               | 0         | -      | 0     |